# Agdistis nanodes
Agdistis nanodes is een vlinder uit de familie vedermotten (Pterophoridae). De wetenschappelijke naam van deze soort is voor het eerst geldig gepubliceerd in 1906 door Meyrick.
De soort komt voor in tropisch Afrika.